# Casal de la Joventut Republicana
Casal de la Joventut Republicana és un edifici de Lleida protegit com a bé cultural d'interès local.

## Descripció
Edifici en cantonera de planta baixa, tres pisos i semisoterrani. Façana de composició clàssica, diferenciades una de l'altra. Tractament decoratiu que remarca les obertures. L'última planta actua de remat, presenta una fusteria de tancaments força cuidada. Ràfec molt treballat i façana arrebossada.

## Història
En aquest solar s'alçava el famós Pati de les Comèdies, que ja feia funcions teatrals l'any 1630 i que perdurà fins al segle xix. El Casal de la Joventut Republicana fou construït el 1919. Després de la guerra fou confiscat per l'estat el 1939 i transformat en caserna de la Guàrdia Civil. L'any 2004 van començar les obres de remodelació per convertir aquest edifici en la seu de l'Institut Municipal d'Acció Cultural. Els arquitectes Carles Sàez Llorca i Ferran Florensa Mayoral van ser els encarregats de redactar el projecte de reforma.